# Lijst van afleveringen van Van Speijk
Dit is een lijst met afleveringen van de Nederlandse politieserie Van Speijk.

## Seizoen 1 (Talpa, 2006)
- 1.1 Vlam in de pan (8 januari 2006)
- 1.2 Tweedracht maakt geen macht (15 januari 2006)
- 1.3 Liefde op het tweede gezicht (22 januari 2006)
- 1.4 De eerste klap is geen daalder waard (29 januari 2006)
- 1.5 Waar een wil is en geen weg (5 februari 2006])
- 1.6 Engelen die vallen en opstaan (12 februari 2006)
- 1.7 Er staat een paard in de gang (19 februari 2006)
- 1.8 Wacht u voor de grijsaard! (26 februari 2006)
- 1.9 Slaap, kindje, slaap (5 maart 2006)
- 1.10 Mietjes schieten mis (12 maart 2006)
- 1.11 Het bloed kruipt niet waar het gaan kan (19 maart 2006)
- 1.12 Het geld dat stom is, maakt krom wat recht is (26 maart 2006)
- 1.13 Van je familie moet je het niet hebben (2 april 2006)

## Seizoen 2 (Talpa, 2007)
- 2.1 Miss Baarsjes or not Miss Baarsjes (11 januari 2007)
- 2.2 Schieten met je ogen dicht (18 januari 2007)
- 2.3 Moord, doodslag en ander ongerief (1 februari 2007)
- 2.4 Wees gegroet, Maria, vol genade (8 februari 2007)
- 2.5 Vertrouwen is zilver, wantrouwen is goud (15 februari 2007)
- 2.6 Moord of de gladiolen (22 februari 2007)
- 2.7 Moordklus (1 maart 2007)
- 2.8 Vanwege de kinderen (8 maart 2007)
- 2.9 Je dood of je leven (15 maart 2007)
- 2.10 Samen naar het heerlijke droomland (22 maart 2007)
- 2.11 Vreemde ogen dwingen (29 maart 2007)
- 2.12 Ook kabouters zijn klein begonnen (5 april 2007)
- 2.13 Het leven is een hoer en dan ga je dood (12 april 2007)